# مارغريت بوتير
مارغريت بوتير (بالإنجليزية: Margaret Potter)‏‏ (21 يونيو 1926 في هارو ‏ - 26 أغسطس 1998 في أكسفورد) روائية من المملكة المتحدة.